# Теорија управљања и везивања
Теорија управљања и везивања је синтаксичка теорија и граматика са фразном структуром у традицији трансформационе граматике коју је првенствено развио Ноам Чомски током 1980-их. Ова теорија представља радикалну ревизију ранијих теорија, а касније је ревидирана у Mинималистичком програму (1995) и неколицини наредних радова, од којих је последњи Три фактора у дизајну језика (2005). Иако постоји много литературе о теорији управљања и везивања коју Чомски није написао, Чомскијеви радови су имали кључну улогу у формулисању плана рада за истраживање.
Овај назив се односи на две средишње подтеорије у оквиру ове теорије: управљање, које представља апстрактни синтаксички однос који је између осталог примењив на додељивање падежа; и везивање, које се углавном тиче односа између заменица и израза с којима су кореферентни. Теорија управљања и везивања је била прва теорија заснована на моделу језика по имену принципи и параметри, који је такође у основи каснијег развоја минималистичког програма.

## Управљање
Главна примена односа управљања се тиче доделе падежа. управљање се дефинише на следећи начин:
A управља B ако и само ако
- A представља управљач
- A м-командује B и
- нема баријера између A и B.

Управљачи су главе лексичких категорија (V, N, A, P) и флективне фразе (IP). A м-командује B ако A не доминира B и B не доминира A и ако прва максимална пројекција A доминира B, где је максимална пројекција главе X фраза XP. На пример, то значи да у следећој структури A м-командује B, али B не м-командује A:
Баријера се дефинише на следећи начин. Баријера је било који чвор Z такав да
- је Z потенцијални управљач B
- Z ц-командује B и
- Z не ц-командује A.

Однос управљања чии доделу падежа недвосмисленом. Синтаксичко стабло испод илуструје како управљајуће главе управљају детерминаторским фразама (DP) и додељују им падеже:
Још једна важна примена односа управљања ограничава појаву и идендитет трагова будући да принцип празне категорије захтева да се њима правилно управља.

## Везивање
Везивање се може дефинисати на следећи начин:
- Елемент α везује елемент β ако и само ако α ц-командује β и ако су α и β кореферентни.

Размотрите реченицу "Johni saw hisi mother", која је испод представљена помоћу једноставног синтаксичког стабла.
Именичка фраза (NP) "John" ц-командује "his" јер S, први родитељ NP, садржи "his". "John" и "his" су такође кореферентни (реферишу на исту особу), те стога "John" везује "his".
С друге стране, у неграматичној реченици "*The mother of Johni likes himselfi", "John" не ц-командује "himself", тако да између њих не постоји однос везивања упркос томе што су кореферентни.
Важност везивања се види у граматичности и неграматичности следећих реченица:
1. *Johni saw himi.
2. Johni saw himselfi.
3. *Himselfi saw Johni.
4. *Johni saw Johni.

Везиовање се користи уз посебне принципе везивања да би се објаснила неграматичност исказа 1, 3, и 4. Та правила се називају принцип везивања A, принцип везивања B и принцип везивања C.
- Принцип A: анафора (повратна или узајамна, попут "each other") мора бити везана у својој управљајућој категорији (једноставно речено, у клаузи).

Пошто "himself" није ц-командовано од стране речи "John" у реченици [3], принцип A је прекршен.
- Принцип B: заменица мора бити слободна (тј. невезана) унутар своје управљајуће категорије (једноставно речено, унутар клаузе).

У реченици [1], "John" везује "him", што крши принцип B.
- Принцип C: Р-израз (референцијални израз) мора бити слободан (тј. невезан). За разлику од заменица и анафора, референцијални изрази (e.g. "the dog" or "John") независно реферишу, тј. упућују, на ентитете у свету.

У реченици [4], прва инстанца речи "John" везује другу и тиме крши принцип C.
Приметите да принципи A и B упућују на "управљајуће категорије"—домене који ограничавају обим везивања. Дефиниција управљајуће категорије изложена у Предавањима о управљању и везивању је сложена, али управљајућа категорија је у већини случајева минимална клауза или сложена NP.